# Moxi hatëtëma thëpë
Moxi hatëtëma thëpë, ime Yanomami Indijanaca za jednu izoliranu skupinu Indijanaca s rezervata Yanomami na području brazilskih država Amazonas i Roraima.
Otkriveni su godine 2011. kada je snimljena iz zraka jedna njihova kolektivna nastamba s oko 70 ljudi. kako ova skupina posjeduje razne metalne predmete, poput mačeta, pretpostavlja se da su do njih došli krađom od rudara koji prodiru sve više u džunglu.